# Midouze
Midouze (tudi Midour; okcitansko Midor/Midosa) je 43 km dolga reka v jugozahodni Franciji, desni pritok Adour. Nastane ob sotočju rek Douze in Midou; s slednjo se njena dožina podaljša na 151 km; pri Mont-de-Marsanu, središču departmaja Landes.
Oba izvorna kraka, tako levi 108 km dolgi Midou oz. Midour (okcitansko Midor) kot desni 124 km dolgi Douze (okcitansko Dosa), izvirata v pokrajini Armagnac, prvi v občini Armous-et-Cau, drugi v občini Baccarisse (departma Gers). Tako "dolina reke Douze z njenimi pritoki" kot "dolina reke Midou z gozdom Ognoas" predstavljata naravno območje ekološkega, živalskega in rastlinskega pomena. Obe ozemlji, porečje reke Douze in hidrografska mreža reke Midou z levim pritokom Ludon sta tudi na seznamu območij Narave 2000.
Po združitvi teče Midouze pretežno v jugozahodni smeri skozi Tartas, drugo pomembnejše središče, na koncu se na meji treh občin: Vicq-d'Auribat, Audon in Bégaar, izliva v Adour.

## Vir
1. ↑  Inventaire Znieff  « Vallées de la Douze et de ses affluents »[mrtva povezava]
2. ↑  Inventaire Znieff « Vallée du Midou et forêt départementale d'Ognoas »[mrtva povezava]
3. ↑  »Site FR7200722«. Arhivirano iz prvotnega spletišča dne 10. decembra 2010. Pridobljeno 10. aprila 2013.